# Oreopholus ruficollis
Il piviere tortolino collorosso (Oreopholus ruficollis, Wagler 1829), è un uccello della famiglia dei Charadriidae e unico rappresentante del genere Oreopholus.

## Sistematica
Oreopholus ruficollis ha due sottospecie:
- Oreopholus ruficollis pallidus
- Oreopholus ruficollis ruficollis

## Distribuzione e habitat
La sottospecie O. r. pallidus vive sulle coste del Perù settentrionale. O. r. ruficollis nidifica dal Perù centrale, attraverso la Bolivia occidentale, il Cile e l'Argentina occidentale e centro-settentrionale, fino alla Terra del Fuoco; sverna tra l'Ecuador e l'Argentina orientale, in Uruguay e nel Brasile sudorientale; è di passo sulle Isole Falkland.